# Pseudonaevia
Pseudonaevia is een geslacht van schimmels behorend tot de familie Mollisiaceae. De typesoort is Pseudonaevia caricina.

## Soorten
Volgens Index Fungorum bevat het geslacht twee soorten (peildatum mei 2023):
| Soortnaam             | Auteur(s)        | Publicatiejaar |
| --------------------- | ---------------- | -------------- |
| Pseudonaevia caricina | Dennis & Spooner | 1993           |
| Pseudonaevia epilobii | Raitv.           | 2008           |